# 15425 Welzl
15425 Welzl è un asteroide della fascia principale. Scoperto nel 1998, presenta un'orbita caratterizzata da un semiasse maggiore pari a 2,6338053 UA e da un'eccentricità di 0,1464916, inclinata di 12,22556° rispetto all'eclittica.